# كاسياس (آبلة)
بلدية كاسياس (بالإسبانية: Casillas) هي بلدية تقع في مقاطعة آبلة التابعة لمنطقة قشتالة وليون وسط إسبانيا.

## الديموغرافيا
يبلغ عدد سكان بلدية كاسياس 841 نسمة عام 2011 (وفقاً للمعهد الوطني للإحصاء الإسباني).
| 949 | 851 | 791 | 823 | 827 | 853 | 841 |